# Anderson Luiz de Carvalho
Anderson Luiz de Carvalho, més conegut com a Nenê, (19 de juliol, 1981, a Jundiai, Estat de São Paulo) és un futbolista brasiler amb passaport espanyol que juga com a davanter pel costat esquerre.

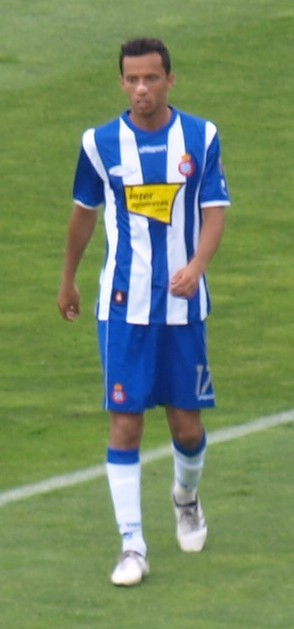
Nenê a l'Espanyol.

Començà al Paulista Jundiai amb 19 anys. Més tard jugà a Palmeiras i Santos, al Brasil. Emigrà a Espanya el 2003 on defensà els colors de RCD Mallorca, Deportivo Alavés i Celta de Vigo. El 24 d'agost de 2007 fou transferit a l'AS Monaco FC. L'agost de 2008 fou cedit a l'Espanyol amb una opció de compra. Va tornar a l'AS Monaco FC després de la seva cessió a l'Espanyol. El 2010, el PSG es converteix en el seu nou club.

## Palmarès
- 1 Campionat brasiler de futbol: 1998-99

## Clubs
- Etti Jundiai - (Brasil) 2000 - 2002
- Palmeiras - (Brasil) 2002
- Santos - (Brasil) 2002 - 2003
- RCD Mallorca - (Espanya) 2003 - 2004
- Deportivo Alavés - (Espanya) 2004 - 2006
- Celta de Vigo - (Espanya) 2006 - 2007
- AS Monaco - (França) 2007 - 2008
- RCD Espanyol - (Espanya) 2008 - 2009
- AS Monaco - (França) 2009 - 2010
- Paris Saint-Germain FC - 2010 - 2013
- Al-Gharafa - 2013 - actualitat